# Кереметь
Кереме́ть, киреме́ть (от араб. کرامة‎ «карамат») — термин в традиционной религии народов Поволжья, которым могло обозначаться священное место поклонения духам предков, священная роща, в современной поэзии — некое божество.

## Этимология
Слово происходит от исламского термина «карамат», обозначающего чудотворения, происходящие с праведными мусульманами или совершаемые ими. У капских малайцев караматом называется место захоронения мусульманского святого.
Ещё Д. Мессарош связывал возникновение названия «кереметь» с культом мусульманских святых и предполагал, что возникновение названия связано с принятием ислама в Поволжье (сначала в Волжской Булгарии, а затем и в золотоордынский период). Ряд исследователей проводит параллели с древним названием духа или божества некоторых народов Евразии. Так, например, у алтайцев низшие духи называются кёрмёс, у телеутов существует дух-покровитель дома, именуемый кюрмюш.
Удмурты имеют собственное название керемети — луд, что в переводе означает «дикий» (находящийся в диком месте).

## У чувашей

Чувашское моление у керемети. Картина А. И. Миттова

Если кереметь (чув. киреме́т) слово арабского происхождения, то собственно чувашские названия этого святилища: карталлӑ ырӑ, ырлӑх карти, ырсен карти, ырасамай, ҫумӑр карти, кардалуй.
У чувашей, придерживающихся традиционных верований, кереметь — одно из основных святилищ. Прах (от чувашского слова пӑрах «выброс») поминали на ритуально чистом месте возле кладбища, а дух (чун) поминали на керемети, так как кладбище считалось местом нечистым, либо дома, через сделанную из рябиновых прутьев куклу,— йерех (наследие рода). Кереметь часто обозначала родовое святилище, а потому сюда не допускались чужаки (поскольку это не их предки) и дети. Во время переселения забирали с собой и духов предков. Специальным обрядом призывались духи предков с керемети, перевозились вместе с землёй и водой и специальным обрядом селились на новом священном месте.
На кереметь входят, пройдя сначала обряд очищения. Ходят на святилище аккуратно, так как, по чувашским поверьям, «здесь каждая травинка и каждый жучок дух имеет». Во время обряда чӱк обращаются лицом к западу (мир мёртвых). Имя бога на киремети не упоминается.

### Местоположение
Выбор места для керемети (чув. киреме́т вы́рӑнӗ) определялся ландшафтом. К западу от поселения выбиралось возвышенное место около водного источника (ручья или речки) к западу от деревни, так как западная сторона связывается с миром мёртвых. В отличие от керемети, место для учӱка (чув. учӱ́к вы́рӑнӗ) выбиралось на возвышенном месте около родника или речки к востоку от деревни. Место для карталлӑ ырӑ (кереметь) выбирали тщательно и навечно. Оно обязательно должно было находится у родника (ҫӑл куҫӗ), чтобы черпать из неё святую воду земли для обрядов, а также должно было располагаться за пределами населённого пункта — на его окраине или в конце деревни.
Каждая чувашская деревня могла иметь и несколько кереметей. В то же время, у нескольких соседних деревень могла быть одна главная кереметь. На деревенскую кереметь или кереметь ближайшего куста деревень собирались несколько раз в году по праздникам или в дни поминовения предков. Существовала кереметь округи, на которую приходили раз в три года. Существовали керемети всего края. На такой керемети производились общее поминовение предков раз в семь лет.

### Кереметь карди

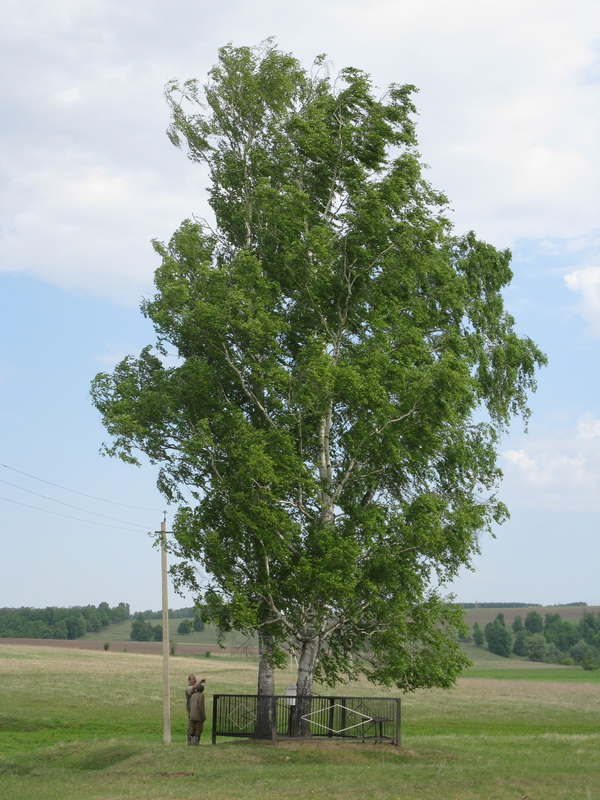
Берёзы-кереметь в чувашской деревне

Кереметь карди (чув. киреме́т карти́) — место совершения общественных жертвоприношений и молений на керемети. Представляет собой прямоугольную огороженную площадку со входом с западной стороны. В центре кереметь карди росло дерево или устанавливался столб (чув. юпа́). В Керемети может расти любое дерево или группа деревьев, хотя наиболее предпочтительны вяз, берёза, дуб. При отсутствии дерева устанавливался столб. Если на учӱке столб должен был устанавливаться комлевой частью вниз, то на керемети столб устанавливался комлевой частью вверх, как и намогильные столбы (из дуба — мужчинам; из липы — женщинам) на кладбищах некрещённых чувашей.
Если в кереметь карди было три входа, то с западного входа входили мӑчавӑр или кӗлӗ пуҫӗ, старейшины деревни, мужчины и женщины; с северного входа в кереметь вносили жертвенное животное; с южного входа в кереметь заносили холодную воду.
Устройство Ырлӑх Карти воспроизводит мифопоэтическую модель мира. Согласно чувашским представлениям, вселенная есть ориентированное по четырём сторонам света четырёхугольное пространство. В центре его находится Мировая гора (Ама ту). На её вершине располагается Молочное озеро (Сӗт кӳлӗ), от которого начинаются все реки. Посредине Молочного озера на самой середине круглого острова произрастает Мировое дерево. Корни этого дерева простираются в нижнем мире, а ветви уходят в верхний мир. Мироздание делится на три яруса: верхний, средний и нижний. Верхний и нижний миры представляются зеркальными отражениями среднего — поднебесного — мира. Каждому миру соответствуют свои животные. Верхний ярус олицетворяют птицы и крылатые священные кони, средний ярус — парнокопытные и травоядные животные, а нижний — пресмыкающиеся.
Человек обитает в самом центре вселенной, у подножья Мировой горы, на обработанной, окультуренной территории. За пределами этой территории начинаются непроходимые леса и высокие горы, населённые хищными животными. Ырлӑх Карти представляет собой реальную модель этой мифологической картины мироздания. Четыре звена ограды киремети, строго ориентированные по сторонам света, символизируют четыре стороны вселенной. Как правило, Ырлӑх Карти устраивается у оврага или ручья, на высоких местах, символизирующих Мировую гору.
Рядом с Ырлӑх Карти находится источник воды — напоминание о Молочном озере. А само высокое развесистое старое дерево — могучий дуб, вяз или липа — не что иное, как воплощение Мирового дерева. Верили, что рядом со стволом Мирового дерева пасутся священные животные — златорогие олени, крылатые кони, коровы с серебряным мехом и тому подобные существа.

### Миф
Мифы о появлении Керемет у чувашей гласит, что так первоначально назывался старший сын вселенского бога Турӑ; Подстрекаемые Шуйттаном люди убили его и сожгли. Чтобы скрыть от бога содеянное, прах развеяли по ветру, и повсюду образовались киреметища. Судьба Керемета совпадает с историей Хирам-Аби.

### Обряд
Чуваши верят, что «Ырлӑх Карти» оберегает их от болезней, зла и проблем, приносит людям благость и милость божью (ырлӑх, сырлӑх, сывлӑх). На карталлӑ ырӑ (кереметь) нельзя было даже думать о плохом, иметь какие либо злые помыслы. Обряд «усал тӑкни» проводился только в одном заранее выбранном месте недалеко от святилища, возле реки, болота или родника. Место это называлось «кӗл васанӗ». Там было запрещено играть, шуметь, особенно — лежать или падать, так как верили, что иначе всё зло и все болезни перейдут к нарушителю предписанного. Также там оставляли кук хуране — слепленный из теста котелок с тремя ручками по краям. В котелок клали крупу, капали воду (каша для злых духов) и лепёшку пашалу. Тут же в руки брали горстку золы (кēл), либо (позднее явление) использовали муку (ҫа̄на̄х) и проводили вокруг головы, по телу, по больным местам, произносили молитвы с целью, чтобы все болезни и зло покинули тело, а душа очистилась и развеивали эту золу по ветру. И лишь затем, очистившись от зла, греха, порчи, сглаза, подходили к святилищу и заходили внутрь.
Во время обряда участники читали молитвы к предкам. При проведении обряда использовалось домашнее пиво.
На жертвоприношение приводили отпущенных ещё в прошлом году окрепших животных. Это означало, что старые животные умирали и на их место приходили молодые. Это, якобы, способствовало прочности мировой гармонии. Жертвенное животное проверяли на угодность: лили ему на голову воду через решето и, если при этом животное отряхивалось, надрезали аорту. Сваренное в котле мясо съедали, а шкуру животного вешали на дерево. Еду и шкуру животного с керемети уносить запрещалось. Так как на керемети обитали души предков, считалось, что именно они могут наказать непочтительного — киремет тытать.
Обряд его посещения считается большим праздником. Одевались в белые (светлые) одежды. Редко бывали посещения и вне праздников, но только строго в четверг. При этом с собой приносили в дар еду: юсман, пӑт юсман, пӑшалу, йӑва, куймак и монеты цвета серебра. Монеты брались обязательно на каждого члена семьи: если в семье было 9 человек, то нужно было брать с собой 9 монет. К святилищу ходили молиться за семью, поэтому и монеты брались на каждого из членов семьи. Эти монеты клали в специальное углубление в земле.
Посещали святилище по несколько человек, по одному не ходили. Существовали определённые запреты: около Карталлӑ Ырӑ нельзя было громко разговаривать, ругаться, всячески осквернять место, иначе человек, нарушивший запреты, заболеет или умрёт. Существовал и запрет заходить внутрь ограды без сакральной необходимости. После окончания обрядов специальная дверь закрывалась лишь тогда, когда из неё все выходили.

## У татар
У кряшен киреметью назывался обычай жертвоприношения, широко практиковавшийся в XIX веке.

## У марийцев
Культ почитания керемети у марийцев схож с чувашским:
У нас около большой Ронги было две священные рощи. Вот туда наши дети и родители и ходили молиться… Туда никогда не ходили женщины и чужие. Говорили, что если Он не захочет их допустить, то они заболеют и не вылечатся.
И ходили туда только мужчины, чтобы Он дождя послал или чем-нибудь помогал, если надо… В каждой деревне был один кереметь. В священной роще у него было одно дерево — берёза или дуб.
Как и чуваши, марийцы употребляли слово «кереметь» в разных значениях — это могли быть и злые духи, и предки-прародители, и антипод Кугу-Юмо — верховного бога.
В марийском мифе о сотворении мира Кереметь в облике селезня (Лудо), помогает Кугу-Юмо расположить сушу посреди первоокеана. Суша должна получиться ровной и гладкой. Ныряя за землёй на дно, Кереметь из хулиганских побуждений утаивает в клюве часть строительного материала. Кугу-Юмо повелевает суше «расти». Кереметь едва успевает выплюнуть «сушу», как на земле появляются незапланированные горы. Эти же действия во время создания мира совершают Ульгень и Эрлик — персонажи мифов народов центральной Азии. Это свидетельствует о древности и широком распространении космогонического сюжета о нырянии за землёй.
Места поклонения народным божествам и кереметям были разные, в первых даже имя того или иного кереметя произносить было нельзя
Культ Керемети носил у марийцев наиболее устойчивый характер, даже с приходом Советской власти он не исчез:
В начале тридцатых годов сюда пришли колхозы организовывать. Один приехал из города на Кувербу, сел председателем. Из дороги из Кувербы на Пижму у марийцев была священная роща. Вот председатель этот и говорит: 

— Мешает для обработки земли, срубите её (рощу). 

А дело на собрании было. Мужики молчат, а председатель показывает пальцем: 

— Ты, ты и ты — рубить пойдёте! 

Мужики стоят не возражают, но никто не выполняет. Потом месяц, что ли, прошёл, он других назначает. Опять никто не выполняет. Это как же — кереметь рубить! Так он всё приказывал, но никто не выполнял — рощу никто не шёл рубить. Она до сих пор цела. (Записано в 1991 г.)

## У удмуртов
У удмуртов понятие «керемет(ь)» (удм. Керемет, Кереметь, Луд) имеет двойственное значение: это как и священная роща, так и злой дух, противостоящий верховному богу.
Рощи же, возвращаясь к ним, располагались близ каждого поселения, и состояли из священных деревьев, посвящённых тому или иному богу — это были березняки, ельники, дубравы, липняки и т. д. В луде/керемети нельзя было ломать ветви и собирать хворост, иначе Луд/Керемет мог явиться к нарушителю запрета в виде медведя и растерзать его. Под берёзами (считавшимися также Мировым древом) молились Кылдысину — богу, проживавшему среди людей, вознёсшемуся на небо, но вернувшемуся в виде белки на верхушке берёзы; под елью возносились мольбы Куазю — богу неба и дождя; а под сосной или берёзой — Инмару, богу-творцу. Под хвойным деревом, обратившись на запад или север, приносили жертву и Керемету как отдельному персонажу. У каждого удмурта было собственное священное дерево, возле которого он и молился, пока жрец-туно приносил жертву. К примеру, Инмару, связанному с верхним миром, подносилось следующее жертвоприношение: жертву сжигали на костре, и она таким образом «возносилась» на небо с дымом костра. Связанному с земным миром Куазю посвящались жертвы в виде развешенных на ветвях шкур жертвенных животных, кукол-фетишей, полотенец и т. п. Кылдысину же подносились закапывавшиеся у корней дерева кости жертвенных животных и серебряные монеты, корни поливали кумышкой и пивом. В зависимости от бога, которому приносилась жертва, различались и жертвенные животные: Инмару приносили в жертву животных белого цвета, Квазю — рыжей («красной») масти, Кылдысину — чёрных. Жертва, как считалось, не умирала, а напротив, возрождается. Моления в кереметях/лудах совершались во время неурожаев, эпидемий и падежа скота.

## Кереметь и православное миссионерство
Православные христианские миссионеры определяли «кереметь», исходя из целей миссионерской деятельности и православного мировоззрения. В периоды насильственной христианизации поволжских народов керемети подвергались уничтожению, чаще всего путём сожжения.
Православные христианские миссионеры связывали культ керемети с поклонением татар и язычников-инородцев злым духам предков, требующих жертвоприношений.

## Кереметь и советский атеизм
В советское время керемети уничтожались при хозяйственном освоении земель у деревень.

Во время войны, в сороковые годы, возле деревни Асхва Канашского района стали строить аэродром. Но посреди поля на керемет вырӑнӗ стояло дерево, которое местные жители наотрез отказались сносить. Тогда для этих целей наняли татарина. Тот на бульдозере снёс дерево, но его в этот момент парализовало. Он прожил около месяца, а потом умер.— Кереметь // Сайт «Сказки народов мира»

## Кереметь и русские этнографы
Первым предположил о связи кереметей с культом предков русский этнограф Василий Магницкий:

Заслуживает внимания и суждение В. К. Магницкого о необходимости рассматривать функционирование культа киремети у народов Поволжья в совокупности с описанием их названий и особенностей обрядовых действий, совершаемых верующими на «киреметях», что должно содействовать более детальному изучению зарождения и эволюции этого культа. Сложный, а порой противоречивый материал, собранный В. К. Магницким о чувашских киреметях, позволил ему сделать предположение об их происхождении от культа предков. Это нашло подтверждение в работах этнографов, исследовавших позднее также на примере киреметей слияние культа предков с почитанием мусульманских святых.— Денисова Н. П. Вопросы религии в трудах В. К. Магницкого // Василий Константинович Магницкий — исследователь культуры и быта чувашей: сборник статей. — Чебоксары, 1989. — С. 52.
Русский этнограф И. Н. Смирнов в своём сочинении «Восточные финны, историко-этнографический очерк», написанном в конце XIX века, называет кереметь божеством черемисов и также связывает его с культом умерших.
В статье «Волжские болгары», опубликованной в 1904 году, И. Н. Смирнов отождествлял Кереметь с духом усопшего могучего предка у булгар:

Рядом с духами явлений природы древние болгары чтили духов усопших. Культ этот удержался и после принятия болгарами ислама, принявши в виде культа Керемета слегка мусульманскую окраску. У арабов Карамат означает сверхъестественную силу святого (усопшего) человека. Ощущаться эта сила могла, конечно, всего более на могилах святых, которые используются глубоким почтением и у истых мусульман. Этот культ могилы могущественного святого болгарская масса связала с отеческим культом усопших, особенно усопших, обладавших при жизни могуществом: слово Карамат получило теперь значение духа усопшего, способного карать за непочтение, духа могущественного предка и в этом значении перешло от болгар-чуваш к черемисам и вотякам.— Смирнов И. Н. Волжские булгары.
В Толковом словаре Владимира Даля под кереметью определяется дух зла у марийцев и чувашей, у этих же народов, а также у удмуртов кереметью обозначены божница или капище.

## В русской литературе
В русской литературе под кереметью часто понимаются «священные рощи», существовавшие у марийцев, чувашей, мордвы и других народов.
У Н. С. Лескова в рассказе «Очарованный странник» написано, что керемети в чувашской мифологии — это добрые духи, живущие в деревьях.
Кереметь упоминается в рассказе «Знахарка» русского и советского писателя Максима Горького, где является персонажем мордовской мифологии (главная героиня рассказа — мордовка):

Ваш бог — веру любит, Кереметь — правду, — говорила она. — Правда выше веры. Кереметь знает: бог с человеком в дружбе — будет правда! Человечья душа — его душа, он ее черту не даст. Ваш бог, Христос, ничего не хочет, только веры хочет. Кереметь — человека хочет, он знает: бог с человеком — правда, а один бог — это неправда. Он — бережливый. Зверя, рыбу, пчелу — это он дает человеку. Землю дает. Он человеку пастух. Не поп пастух, бог пастух. А у вас — поп. Христос говорит: верь, а Кереметь: делай правду! Сделаешь — друг мой будешь. За деньги правду не сделаешь. Попы — деньги любят. Они Христа с Кереметью стравили, как собак, дерутся оба, сердятся, ваш — на нас, наш — на вас.